# Pithyotettix kerzhneri
Pithyotettix kerzhneri är en insektsart som beskrevs av Anufriev 1975. Pithyotettix kerzhneri ingår i släktet Pithyotettix och familjen dvärgstritar. Inga underarter finns listade i Catalogue of Life.